# L'Amour dans les pays musulmans
 (juillet 2025).
L’Amour dans les pays musulmans est un essai sociologique de Fatema Mernissi, publié pour la première fois en 1984 dans la revue Jeune Afrique sous forme de dossier spécial, puis réédité sous forme de livre par les éditions Le Fennec en 2007 à Casablanca. L’ouvrage explore la thématique de l’amour dans les sociétés musulmanes à travers une approche interdisciplinaire mêlant histoire, sociologie, théologie, littérature et anthropologie.

## Présentation
Fatema Mernissi y interroge les représentations de l’amour, de la beauté et de la séduction dans la civilisation islamique, du Moyen Âge à l’époque contemporaine, en confrontant des textes patrimoniaux (juridiques, mystiques, poétiques) aux pratiques sociales modernes. L’ouvragerepose sur une double démarche : d’une part l’analyse lexicale et textuelle du discours amoureux dans le patrimoine islamique, d’autre part une enquête  menée auprès de la jeunesse maghrébine dans les années 1980,.

## Genèse et méthode
La réflexion de Mernissi trouve son origine dans une citation attribuée à Abû Hâmid al-Ghazâlî, évoquant « le premier amour en islam entre le Prophète Mohammed et Aïcha »,. Elle s’interroge sur l’effacement de la figure du « Prophète amoureux » dans la mémoire musulmane contemporaine.
Entre 1980 et 1983, elle effectue des entretiens avec des jeunes au Maroc, tout en constituant un corpus de textes classiques : *Ṭawq al-ḥamāma* (Le collier de la colombe) d’Ibn Ḥazm, *Rawḍat al-muḥibbīn* d’Ibn al-Qayyim, écrits soufis (al-Junayd, Rābiʿa al-ʿAdawiyya, al-Ḥallāj), mais aussi des sources gréco-latines.

## Analyse et réception
Selon Mernissi, l’intérêt pour l’amour dans la culture islamique n’est pas une importation occidentale, mais un élément constitutif de son patrimoine, trop souvent marginalisé, Elle affirme que la mystique musulmane, en particulier, offre une vision spirituelle de l’amour dépassant l’opposition corps/esprit.
La chercheuse Hayat Aammamou souligne l’évolution entre la version de 1984 et celle de 2007, marquée par l’ajout de deux chapitres sur la femme dans l’islam contemporain et le soufisme.
Le style mêle narration journalistique, humour, érudition et subjectivité, sans prétention académique, ce qui a permis une diffusion plus large, notamment auprès d’un public européen non spécialiste.

## Citations
(juillet 2025).
Ainsi, les médias modernes non seulement volent nos rêves d’adolescents, mais aussi, à leur manière, digèrent notre pa[pas clair]
Qui échappe au désir de séduire et d'impressionner les autres ?

 L'islam soufi est un monde où les femmes se sentent bien. Elles se retrouvent avec des hommes qui sont des personnes avant d'être des hommes